# Cal·lístenes de Síbaris
Cal·lístenes de Síbaris  (en llatí Callisthenes, en grec antic Καλλισθένης) va ser un historiador grec nascut a Síbaris.
Se'l menciona com a autor d'una història dels gàlates (Γαλατικά), de la qual Plutarc fa referència al llibre tretzè. Però l'obra devia ser molt més llarga, ja que Estobeu en menciona el llibre 23.